# جونيا كلاوديلا

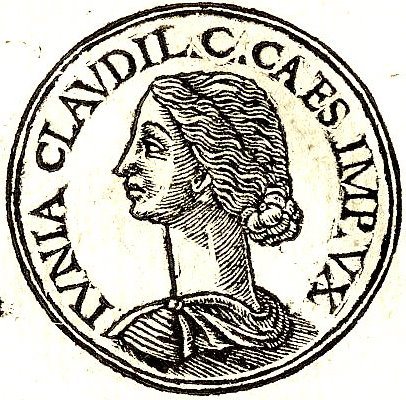
Junia Claudilla from "Promptuarii Iconum Insigniorum "

جونيا كلاوديلا معروفة أيضًا باسم «جونيا كلاوديا». هي الزوجة الأولى للإمبراطور الروماني "كاليجولا" قبل أن يصل إلى منصبه. تزوجا في مدينة «أنسيو» في الثالثة والثلاثين. والدها كان سيناتور مشهور اسمه "ماركوس جونيوس سلانوس". توفيت في عمر الرابعة والثلاثين أو السادسة والثلاثين أو بداية السابعة والثلاثين، أثناء ولادتها لطفلها الأول من «كاليجولا»، لكنه لم يعش أيضًا.